# Polisportiva L'Aquila Rugby 2002-2003

## Rosa
La rosa giocatori non è completa.

## Super 10 2002-03

### Stagione regolare
| Incontro                     | Andata | Ritorno |
| ---------------------------- | ------ | ------- |
| L'Aquila — Rovigo            | 6-19   | 19-24   |
| GRAN Parma — L'Aquila        | 32-26  | 15-14   |
| L'Aquila — Benetton          | 3-68   | 26-66   |
| Amat. & Calvisano — L'Aquila | 43-7   | 43-22   |
| L'Aquila — Viadana           | 39-32  | 15-45   |
| Parma — L'Aquila             | 32-27  | 10-32   |
| L'Aquila — Petrarca          | 30-12  | 5-35    |
| Silea — L'Aquila             | 12-12  | 19-22   |
| Rugby Roma — L'Aquila        | 36-28  | 28-36   |

#### Risultati della stagione regolare
| Posizione | G  | V | N | P  | PF  | PS  | DP   | B | Pt |
| --------- | -- | - | - | -- | --- | --- | ---- | - | -- |
| 8ª        | 18 | 5 | 1 | 12 | 349 | 571 | -222 | 6 | 28 |

## Coppa Italia 2002-03

### Prima fase
| Incontro                     | Risultato |
| ---------------------------- | --------- |
| Amat. & Calvisano — L'Aquila | 33-15     |
| L'Aquila — Petrarca          | 16-25     |

#### Risultati della prima fase
| Posizione | G | V | N | P | PF | PS | DP  | B | Pt |
| --------- | - | - | - | - | -- | -- | --- | - | -- |
| 3ª        | 2 | 0 | 0 | 2 | 31 | 58 | -27 | 0 | 0  |

## European Challenge Cup 2002-03

### Sedicesimi di finale
| Incontro             | Andata | Ritorno |
| -------------------- | ------ | ------- |
| L'Aquila — Colomiers | 14-58  | 5-75    |

## European Shield 2002-03

### Ottavi di finale
| Incontro                   | Andata | Ritorno |
| -------------------------- | ------ | ------- |
| L'Aquila — Dinamo Bucarest | 24-27  | 24-26   |

## Verdetti
- L'Aquila qualificata alla European Challenge Cup 2003-04.